# Yeşiltepe, Amasya
Yeşiltepe là một xã thuộc thành phố Amasya, tỉnh Amasya, Thổ Nhĩ Kỳ. Dân số thời điểm năm 2010 là 1.87 người.